# Krasnoturjinsk
Krasnoturjinsk (russisch Краснотурьи́нск; deutsch auch Krasnoturinsk; kurz Turjinski) ist eine Stadt in der Oblast Swerdlowsk (Russland) mit 59.633 Einwohnern (Stand 14. Oktober 2010).

## Geographie

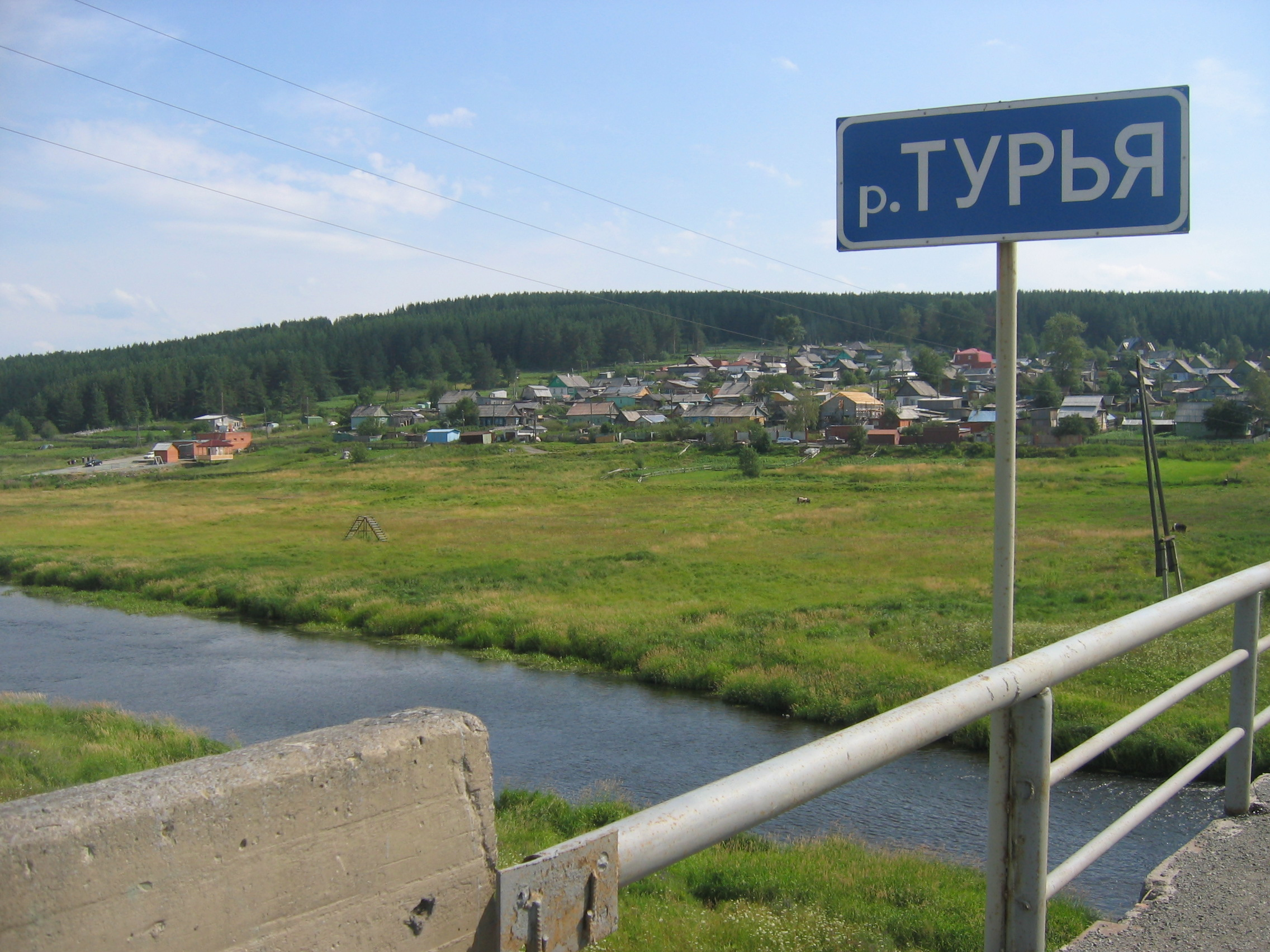
Die Turja bei Krasnoturjinsk

Die Stadt liegt am Ostrand des Nordural etwa 430 km nordwestlich der Oblasthauptstadt Jekaterinburg am linken Ufer der Turja, eines rechten Nebenflusses der Soswa im Flusssystem des Ob.
Die Stadt Krasnoturjinsk bildet einen gleichnamigen Stadtkreis. Verwaltungstechnisch sind der Stadt fünf ländliche Siedlungen mit zusammen 6.057 Einwohnern unterstellt, sodass die Gesamteinwohnerzahl der administrativen Einheit „Stadt Krasnoturjinsk“ 67.403 bei einer Fläche von 719 km² beträgt (2009). Zwei der Dörfer, die südlich der Stadt gelegenen Rudnitschny und Woronzowka, hatten bis nach 2002 den Status von Siedlungen städtischen Typs.
Heute sind noch etwa 10 % der Bevölkerung Russlanddeutsche, darunter der Bürgermeister.

## Geschichte

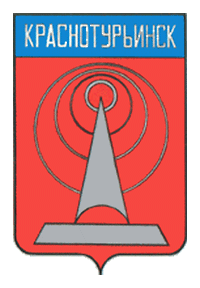
Sowjetisches Stadtwappen (1967)

Im Jahre 1758 begann am Fluss Turja die Errichtung des ersten Kupferbergwerks durch den Kaufmann Maxim Pochodjaschin aus Werchoturje. Nach diesem Wassiljewski-Bergwerk entstanden bald weitere: das Nikolajewski-, Perschinski-, Suchodoiski- und das Frolowski-Bergwerk. Zusammenfassend wurden sie mit der zugehörigen Bergarbeitersiedlung als Turjinskie Rudniki (Turja-Bergwerke) bezeichnet.
An 1800 wurde in der Umgebung auch Eisenerz sowie ab 1823 Gold abgebaut. 1833 entstand eine erste Pferde-Schmalspurbahn, welche die Turja-Bergwerke mit dem wenige Kilometer flussaufwärts gelegenen Bogoslowsker Werk (heute Karpinsk) verband. Ab 1886 wurde schließlich eine dampfbetriebene Schmalspurbahn errichtet, die beide Orte mit dem Nadeschdinski-Werk (heute Serow) und später mit dem russischen Eisenbahnnetz bei Kuschwa verband (in den 1930er Jahren auf Breitspur umgebaut).
Während des Russischen Bürgerkriegs wurden die Kupferhütte im nahen Bogoslowsk und die Turja-Bergwerke zerstört. In Folge waren sie jahrelang außer Betrieb, was sich in der stark zurückgehenden Einwohnerzahl bemerkbar machte. Ab den 1920er Jahren wurde der Ort auch verkürzt Turjinski genannt. Der Wiederaufbau der Werke begann erst 1930, und 1934 nahm das erste Bergwerk seinen Betrieb wieder auf.
1931 wurde die erste Bauxitlagerstätte in der Gegend entdeckt. 1940 entschied man, in der Nähe von Turjinsk ein Aluminiumwerk zu errichten, benannt nach der damals bedeutenderen Nachbarstadt Karpinsk, zu diesem Zeitpunkt noch Bogoslowsk, daher Bogoslowsker Aluminiumwerk. Während des Zweiten Weltkriegs wurden Ausrüstungen bestehender Aluminiumwerke in Tichwin, Wolchow und Dnipropetrowsk nach hier evakuiert. Das neue Werk nahm schließlich 1945, symbolisch am Tag des Kriegsendes, dem 9. Mai 1945, die Produktion auf.
Bereits zuvor, am 27. November 1944 wurde das Stadtrecht unter dem heutigen Namen verliehen. Der Vorsatz Krasno-, russisch für Rot-, hat dabei ideologische Bedeutung. Zunächst sollte die Stadt nach ihrem bedeutendsten Sohn Alexander Stepanowitsch Popow Popowsk genannt werden, was jedoch wegen der Zweideutigkeit zu Pope (russisch pop), der Bezeichnung für einen Priester in der Russisch-Orthodoxen Kirche, in jener von atheistischer Ideologie geprägten Zeit verworfen wurde.
Werk und Stadt wurden in entscheidendem Maße von Häftlingen des hier befindlichen Bogoslowlag im System des Gulag errichtet, insbesondere auch von Wolgadeutschen, die nach Kriegsbeginn hierher in die Arbeitsarmee deportiert wurden. Nach vorsichtigen Schätzungen kamen in dieser Zeit 20 % der Häftlinge ums Leben. Zu deren Gedenken wurde vor einigen Jahren am Ufer der Turja ein Denkmal errichtet.

### Bevölkerungsentwicklung
| Jahr | Einwohner |
| ---- | --------- |
| 1897 | 10.000    |
| 1926 | 6.000     |
| 1939 | 9.582     |
| 1959 | 62.606    |
| 1970 | 58.596    |
| 1979 | 61.012    |
| 1989 | 67.324    |
| 2002 | 64.878    |
| 2010 | 59.633    |

Anmerkung: Volkszählungsdaten (bis 1926 gerundet)

## Kultur, Sehenswürdigkeiten und Bildung
Im Krasnoturjinsk steht die größte und älteste Kirche des Nördlichen Ural, die Maximus-Confessor-Kirche (церковь Максима Исповедника/zerkow Maxima Ispowednika) von 1851. An ihrer Stelle existierte bereits seit 1782 eine Holzkirche, errichtet zur Erinnerung an den Gründer der Turja-Bergwerke Maxim Pochodjaschin, die jedoch 1829 niederbrannte. Die Kirche wurde während der Sowjetzeit 1936 geschlossen und diente von 1957 bis 1995 als Kino. Von 2000 bis 2006 wurde sie wieder in den Originalzustand versetzt.
Die Alexander-Newski-Kapelle, errichtet 1870 zur Erinnerung an die Abschaffung der Leibeigenschaft in Russland 1861 wurde ebenfalls restauriert und ist seit 2000 wieder geöffnet. Das orthodoxe Pantaleimon-Frauenkloster ist seit 1990 wieder in Betrieb.
Der zentrale Platz der Stadt wird von den Stadtbewohnern Klein-Leningrad genannt, weil dessen Bebauung während des Krieges von Leningrader Architekten entworfen wurde und mit seinen bogenförmigen Gebäuden der Stadtverwaltung, des heutigen Industriecolleges und eines kommunalen Wohnheims entfernt an den Petersburger Palastplatz erinnert.
In der Stadt befindet sich das Geologisch-mineralogische Fjodorow-Museum, welches eines der ersten seiner Art in Russland bereits 1894 gegründet wurde und heute eine Sammlung von über 140.000 Mineral- und Erzstufen besitzt. Seit 1959 gibt es ein Heimatmuseum. Das 1956 eröffnete Alexander-Popow-Gedenkmuseum für den Miterfinder des Radios, der in diesem Gebäude seine Kindheit verbrachte, ist als „Denkmal föderaler Bedeutung“ eingestuft. Im Ortsteil Woronzowka existiert ein Gedenkmuseum für den dort geborenen Flieger Anatoli Serow.

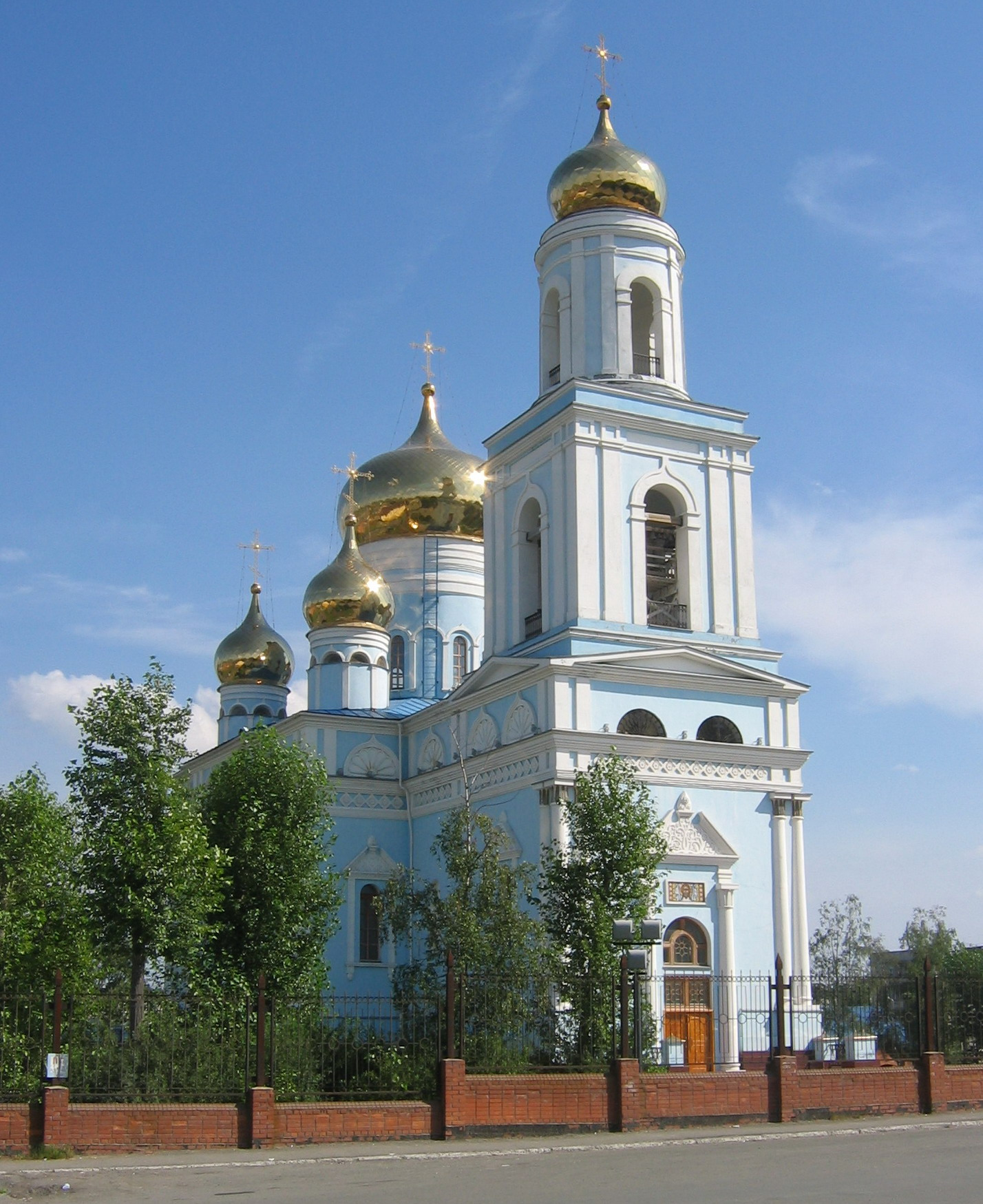
Maximus-Confessor-Kirche
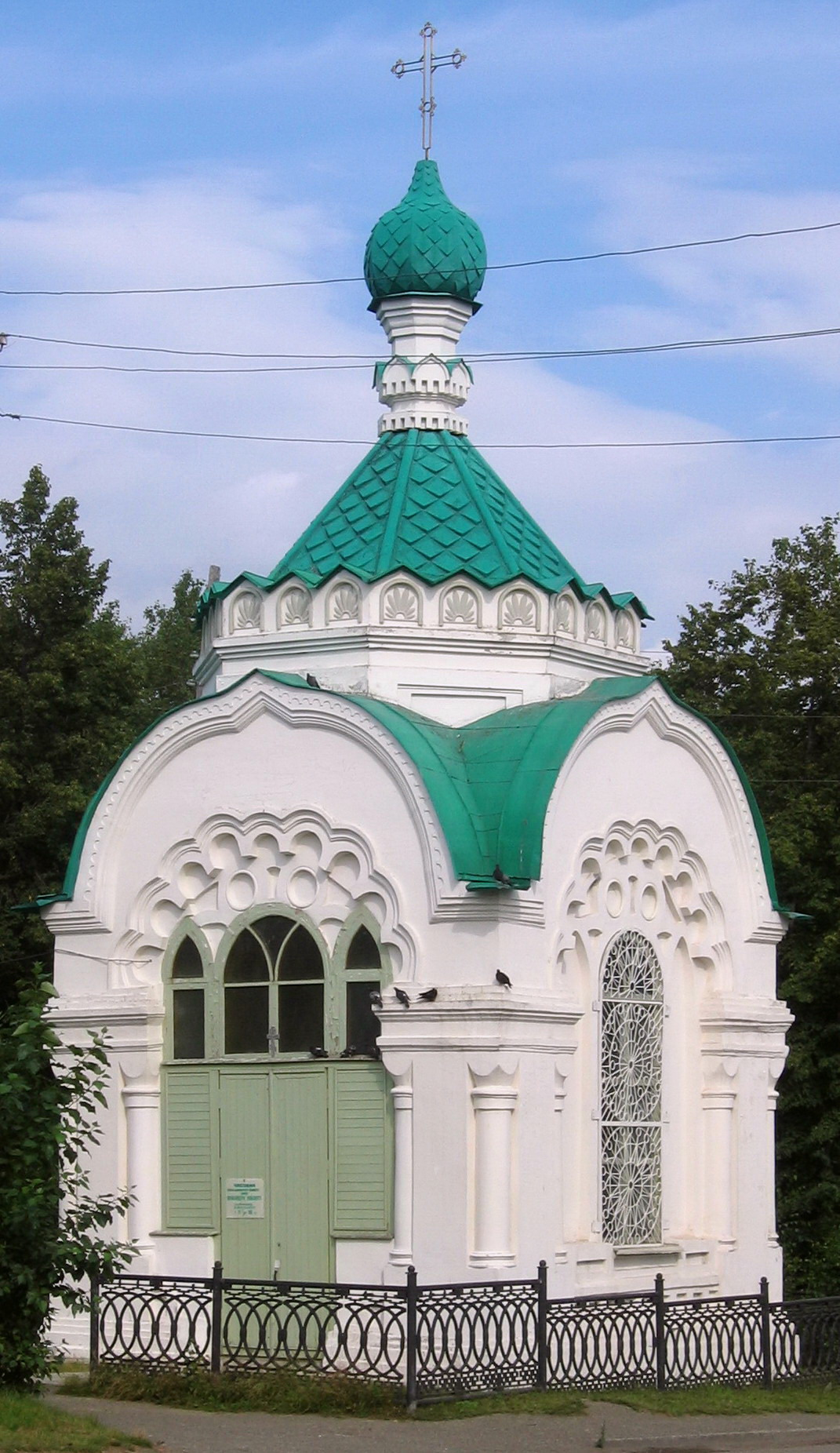
Alexander-Newski-Kapelle
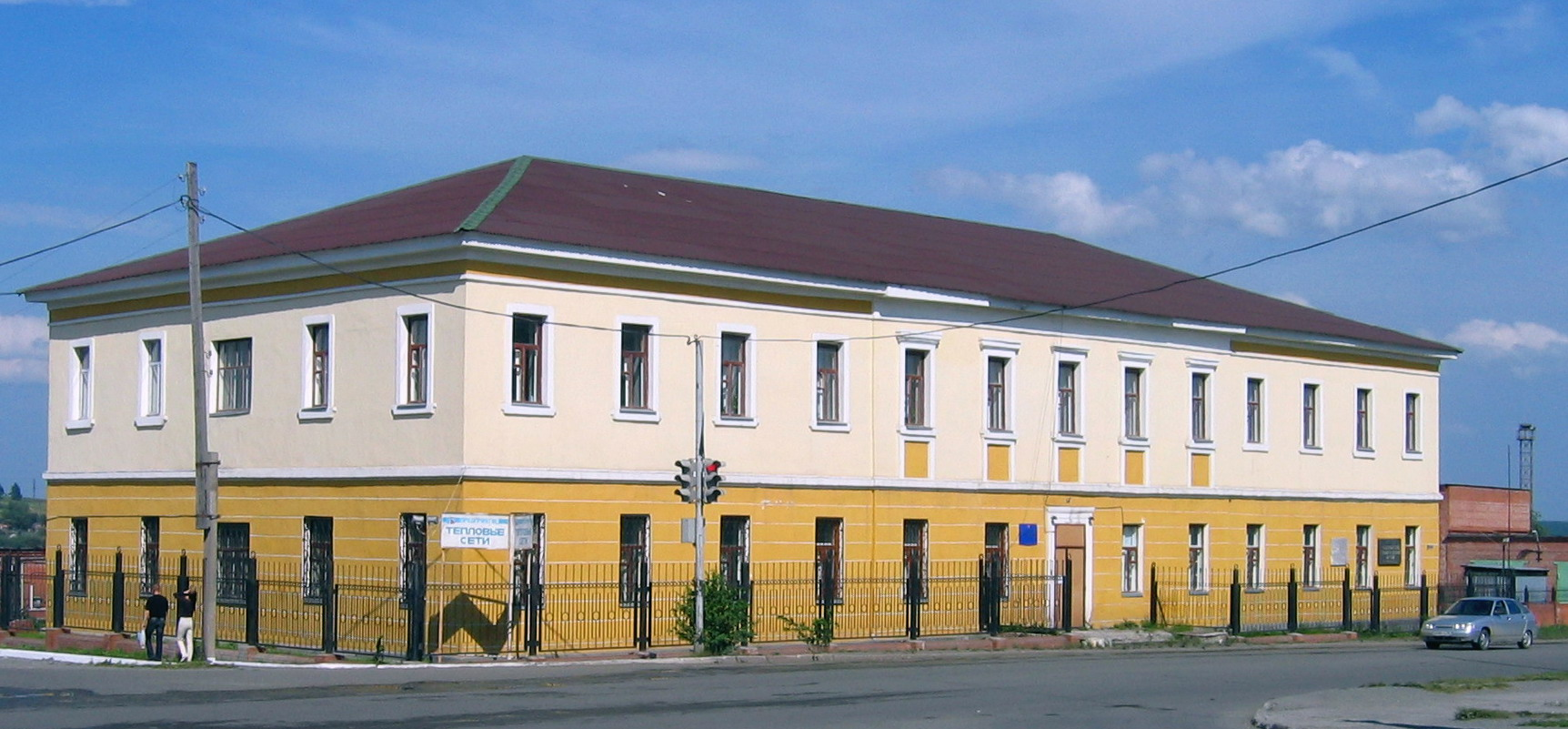
Geologisch-mineralogisches Museum
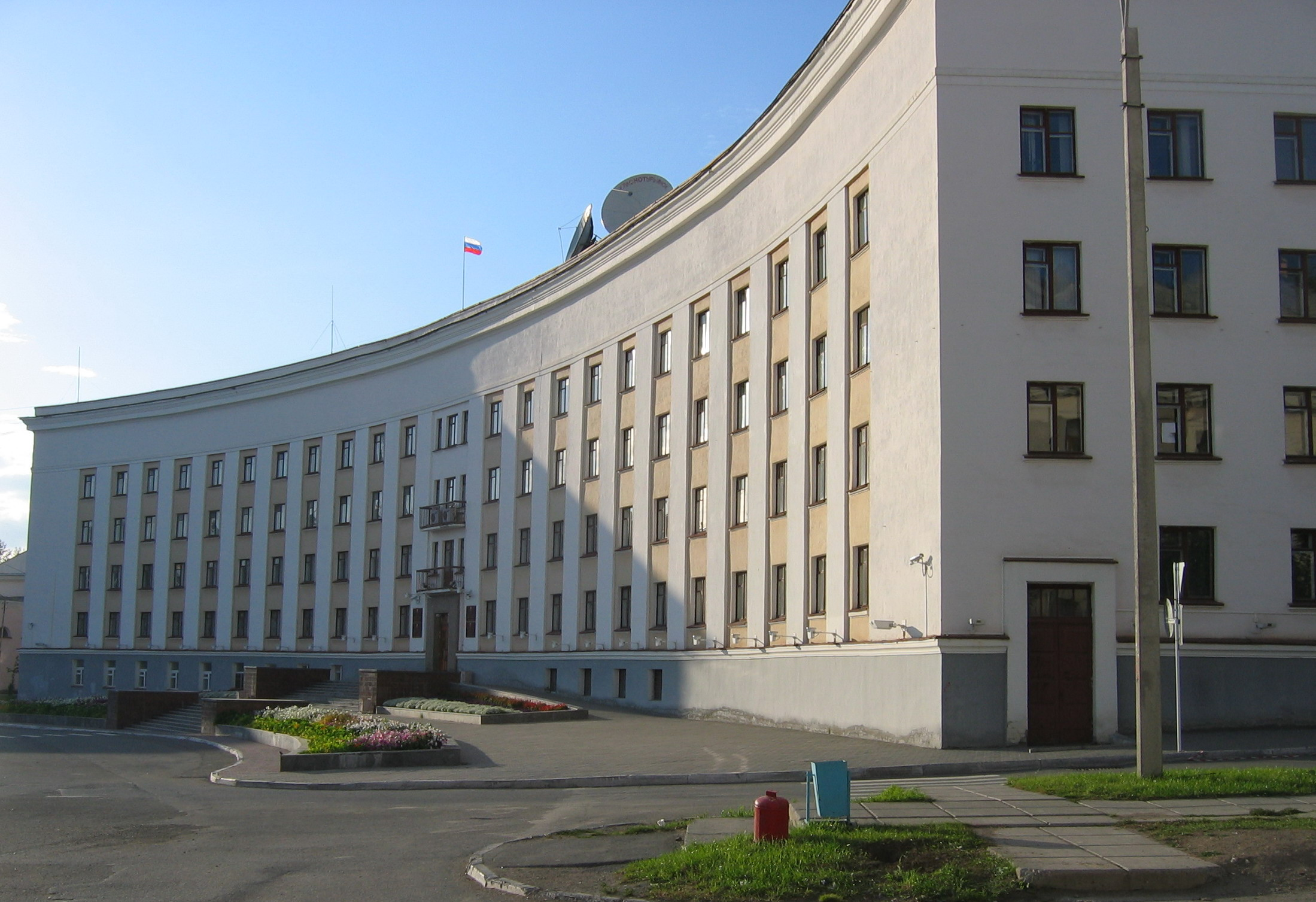
Stadtverwaltung

Seit 1955 gibt es in Krasnoturjinsk eine Filiale der Staatlichen Technischen Universität des Uralgebiets. Daneben gibt es mehrere größere Berufsschulen.
Die Bandy-Mannschaft Majak Krasnoturjinsk spielt in der höchsten russischen Liga.

## Wirtschaft und Infrastruktur

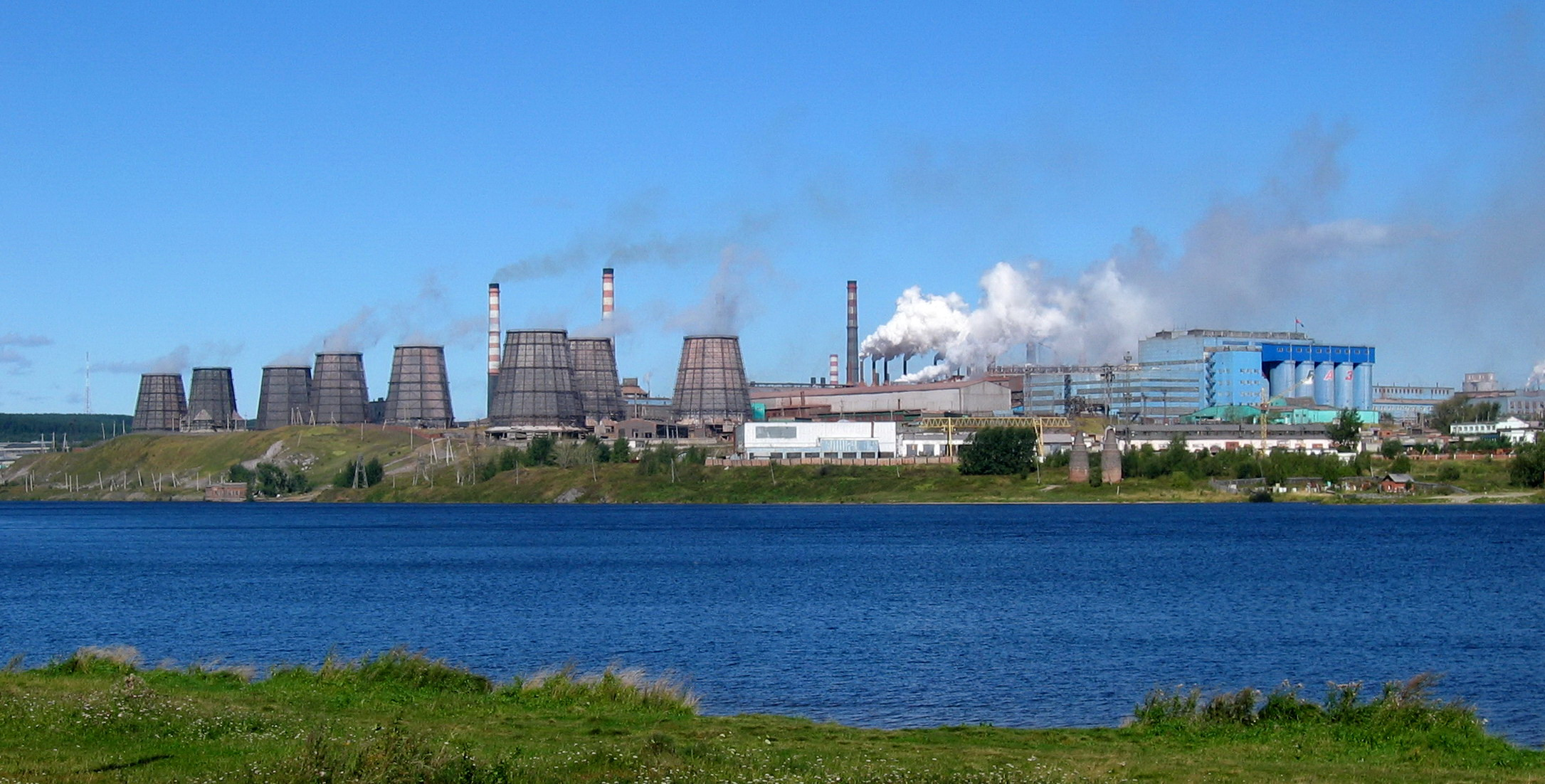
Das Bogoslowsker Aluminiumwerk

Größtes Unternehmen der Stadt ist das Bogoslowsker Aluminiumwerk (Богословский алюминиевый завод/Bogoslowski aljuminijewy sawod), welches auf Grundlage der Bauxitlagerstätten bei Sewerouralsk produziert. Das Werk ist eines der größten des weltgrößten Aluminiumproduzenten RUSAL (vor deren Fusion SUAL).
Der Bergbau-Holding UGMK (Uralskaja Gorno-Metallurgitscheskaja Kompanija, auch englisch Ural Mining and Metallurgical Company, UMMC) gehört seit 1999 die Magnetitlagerstätte Seweropeschtschanskoje bei Krasnoturjinsk, aus deren Erzen neben Eisen auch Schwefel, Kupfer, Cobalt, Gold, Silber und weitere Elemente gewonnen werden.
Die Aktiengesellschaft Soloto Sewernowo Urala (Gold des Nordural) fördert aus der Lagerstätte Woronzowskoje südlich der Stadt Gold und Silber. Das „Artel“ Juschno-Saosjorski Priisk gewinnt Gold, Silber und Platin aus den Flüssen der Umgebung und ist nebenbei in der Holzwirtschaft aktiv.
Seit dem 28. September 1944 ist bei Krasnoturjinsk das Bogoslowsker Wärmekraftwerk (Bogoslowskaja TEZ) mit einer Leistung von 141 Megawatt in Betrieb, das heute zum regionalen Energieversorgungsunternehmen TGK-9 gehört.
Nahe der Stadt führt eine Erdgaspipeline der Tjumentransgas vorbei. In Krasnoturjinsk befinden sich eine Regionalverwaltung und ein Reparatur- und Wartungsstützpunkt des Unternehmens (Tjumentransgasremont).
Der „Hauptbahnhof“ der Stadt, die Station Woronzowka, liegt etwa zwei Kilometer südlich der Stadt an der Eisenbahnstrecke Serow–Karpinsk, von der hier eine 1935 eröffnete Strecke über Woltschansk nach Sewerouralsk abzweigt. An letzterer liegt der Haltepunkt Krasnoturjinskaja etwas näher zum Stadtzentrum.
Seit 15. Januar 1954 existiert in Krasnoturjinsk ein eingleisiges Straßenbahnnetz mit heute zwei, jeweils fünf Kilometer langen Linien. 2004 verkehrten fünf Triebwagen vom Typ KTM-5 und vier vom Typ 71-402 (SPEKTR-1).

## Persönlichkeiten
- Alexander Karpinski (1847–1936), Geologe, erster gewählter Präsident der Russischen Akademie der Wissenschaften (1917–1936, zuvor wurden die Präsidenten ernannt), geboren in Turjinskije Rudniki in der Familie eines Bergingenieurs
- Jewgraf Fjodorow (1853–1919), Kristallograph, Mineraloge und Mathematiker, in Turjinskije Rudniki als Bergingenieurs tätig, Gründer des heute nach ihm benannten Museums
- Alexander Popow (1859–1906), Physiker und Miterfinder des Radios, geboren in Turjinskije Rudniki
- Anatoli Serow (1910–1939), Flieger und Held der Sowjetunion, geboren in Woronzowka; verunglückte zusammen mit Polina Ossipenko
- Leonid Pawlowski (* 1949), Hockeyspieler
- Wladimir Bobrow (* 1953), kasachischer Politiker russischer Abstammung
- Ernst Schacht (1953–2008), evangelisch-lutherischer Bischof
- Jewgeni Iwanuschkin (* 1979), Bandyspieler
- Eduard Lewandowski (* 1980), deutscher Eishockeyspieler, geboren in Krasnoturjinsk
- Vitali Stähle (* 1982), deutscher Eishockeyspieler, geboren in Krasnoturjinsk
- Jelena Plozkaja (* 1983), Biathletin; geboren in Krasnoturjinsk
- Andrei Sytschow (* 1986), russischer Soldat und Opfer der Dedowschtschina